# Acacia macdonnellensis
Acacia macdonnellensis é uma espécie de leguminosa do gênero Acacia, pertencente à família Fabaceae. Fora a subespécie padrão (A. macdonnellensis macdonnellensis), foi descrita a subespécie teretifolia.